# عبد المحسن الصوري
عبد المحسن بن محمد بن أحمد بن غالب بن غلبون، أبو محمد الصوري، هو شاعر شيعي من شعراء العصر العباسي. ولد ومات في صور. وهو شاعر بديع الألفاظ حسن المعاني رائق الكلام مليح النظام مشهور بالإجادة بين شعراء أهل الشام، من حسنات القرن الرابع الهجري. جمع شعره بين جزالة اللفظ وفخامة المعنى. وله ديوان شعر يحتوي على خمسة آلاف بيت تقريباً، وهو من أقوى النصوص على تشيعه وعده ابن شهر آشوب من شعراء أهل البيت المجاهدين.
عاش في القرن الرابع الهجري وحتى بدايات القرن الخامس.

## صور في القرن الخامس الهجري
برزت مدينة صور في القرن الخامس الهجري كمركز علمي وأدبي على الساحل الشامي.
فقد اهتم الأمير القاضي الناصح محمد (مؤسس إمارة بني أبي عُقيل) بالعلم والأدب والعلماء، فقد جاء الخطيب البغدادي إلى صور وأقام بها عدة سنوات حيث تقرّب من أميرها، كما مكث فيها الفقيه سُليم الرازي مدة من الزمن، ومثله فعل أحمد بن عطاءالروذباري شيخ الصوفية، وعالي بن عثمان بن جنّي النحوي ابن النحوي المشهور، وابن نصروية السمرقندي الإمام والفقيه الحنفي، وأبو عبد الله الطالقاني المحدّث الصوفي ونصر بن إبراهيم المقدسي شيخ الشافعية بالشام، وأبو منصور الطوسي المقرئ، وأبو الفتح الكراجكي الفيلسوف، والدارقطنيّ وابن عديّ والأمير ابن ماكولا، وعبد الغني بن سعيد وابن حيّوس وأسامة بن منقذ وأبا الحسن التهامي، والحافظ السِّلَفي وابن السمعاني، وابن الخياط الدمشقي
القُضاعي المؤرخ، وغيرهم.
بالإضافة إلى هجرة العلماء إليها فقد انجبت صور عشرات الأعلام وفي مقدمهم الحافظ أبو عبد الله الصُّوري شيخ المؤرخ الخطيب البغدادي، والشاعر المشهور عبد المحسن الصوري، وغيث بن علي الأرمنازي مؤرخ صور، وابن السرّاج الصوري الشاعر المصنّف، وغيرهم.

## عبد المحسن الصوري
كانت ولادته بحدود سنة 339 هجرية (950 ميلادي) في مدينة صور في جبل عامل.
لم يذكر لنا التاريخ أسماء مشايخه الذين درس عليهم إلّا نه كان شاعرا، ابن شاعر، والد شاعر، وأخو شاعر.
تنقّل بين صور، وصيدا، وبيروت، وطرابلس وطبرية، والرملة، وعكا، وقيساريّة، ودمشق، وحمص، وكفرطاب، والمعرّة.
كان من الشيعة الإمامية وهذا لم يمنعه من مدخ بعض خلفاء الفاطميين.

## شعره وسيرته
1. يظهر من ديوان الصوري أن الفقر قد غلب عليه حتى اضطر إلى بيع عمامته وهو يندب ويشكو بوار صناعته وكساد بضاعته.[2]
2. كان للصوري أخ ميسور ولكنه شديد الحرص على ماله، وقد هجاه مرات.
3. له ديوان شعر (ديوان الصوري) يحتوي على خمسة آلاف بيت تقريباً، يُعتبر مصدراً أساسياً للتأريخ السياسي، والاجتماعي، والثقافي، والديني، والعمراني، ليس لمدينة صور فحسب، بل لحساب الشام كله، لما في الديوان من أسماء شخصيّات كان لها موقعها ودورها السياسي، والعسكري، والديني، والاجتماعي، والفكري، في عصره.
4. ومن خلال الديوان نقف على معلومات تاريخية هامة ونادرة لا يوفّرها أيُّ مصدر تأريخي آخر.
5. أكثر من مدح الفاطميين وتعصّب لهم ونصر دعوتهم.

### من شعره
```
  لحظات تترامى ...  بي إلى المرمى القصي 
  طرحتني من علي ...      بين ألحاظ علي 
  فادعى رقي وما رقى ... بدعوى المدعي 
  أنا عبد المحسن الصوري .. لا عبد المسي
```

وله أيضا هذه الأبيات:
```
  بالذي ألهم تعذيبي ...     ثناياك العذابـا
  والذي ألبس خديك ...   من الورد نقابـــا 
  والذي صير حظي ...      منك هجرا واجتنابا
  يا غزالا صاد باللحظ ... فؤادي فأصابــــا 
  ما الذي قالته عيناك ...    لقلبي فأجابـا
```

### رثاؤه للشيخ المفيد
كان معاصرا للشيخ المفيد ورثاه بفصيدة عند وفاته مطلعها:
```
  تبارك مَن عمّ الأنام بفضله     ***   وبالموت بين الخلق ساوى بعدل 
  مضى مستقلاً بالعلوم محمد       ***   وهيهـات يأتينـا الزمـان بمثل
```

### ابن كثير و عبد المحسن الصوري
ذكره ابن كثير في تاريخه كما ذكره ابن خلكان فقال فيه:
أحد الفضلاء المجيدين من الأدباء شعره بديع الألفاظ حسن المعاني، وهو من محاسن أهل الشام، وله ديوان شعر أحسن فيه، فمنه:
```
                   أترى بثأر أم بدين     علقت محاسنها بعيني
                   في لحظها وقوامها        مافي المهند والردينى
                   وبوجهها ماء الشبا     ب خليط نار الوجنتين
                   بكرت علي وقالت أخ‍     تر خصلة من خصلتين
                   إما الصدود أو الفرا   ق فليس عندي غير ذين
                   فأجبتها ومدامعي       تنهل فوق الوجنتين 
                   لا تفعلي ان حان ص‍      دك أو فراقك حان حيني
```

### إيجازه في الشعر
كان ميّالا إلى الإيجاز في قصائده. فجل قصائده مقطوعات قصيرة أو شبيهة بالمقطوعات وقد عيب عليه ذلك ونسب إليه العجز. أمّا هو فقد اعتز وتباهى بمذهبه هذا في الإيجاز مع البلاغة وحسن الدلالة على المعنى. من ذلك قوله في قصيدة:
```
                  لقد انفردت فكنت وحدك سامعا   وقد انفردت وكنت وحدي شاعرا
                 ولطالما كثرت أقاويل الورى      فاتيت بالنزر القليل مكاثرا
```

### لؤلؤ البشاري
ومن قصيدة في لؤلؤ البشاري
```
                 سأنظم من سميك فيك عقدا    وأترك ما تبقى للنثار
                 فربة ما أطال الناس قولا   فطاول ذلك القول اختصاري
```

### أبي الحسن بشارة
ومن قصيدة في الأستاذ أبي الحسن بشارة:
```
                أبا حسن رب شعر أطيل      وإن قيل اني اعتمدت اختصاره
                إذا ما معانيه طالت فما   يضرك أن لا تطول العبارة
```

وله من قصيدة
```
               أطلت معانيها وقصرت نظمها   وأوردتها بكرا وتصدر أيما
```

### وصف نهر الليطاني
ومن قصيدة له في وصف نهر الليطاني
```
               والطلُّ ينشرُ كلَّ وقــــتٍ      لؤلــــــؤاً فيـــــها سَقيــطا
               وجَواهرُ الأنوارِ تطلِـــعُ      مـــــن زَبَرجَدهــا خَليطا
               فإِذا رَأيتَ الدُرَّ أبصَرتَ      العَقيقَ بِـــــــه مَنوطـــــــا
              والطيرُ تستبقُ النَّشيــــدَ      بِها وتَعتقـــــــبُ البَسيطــا 
              والبَحرُ مُحتَشِمٌ يَـــــرى      مِن جودِها البَحر المُحيطا  
              حالٌ تردُّ إلى التَّصــابي      كـــلَّ كَســــلانٍ نَشيطـــــا
```

تنوعت أشعاره بين الغزل والتشبيب والمديح والرثاء والوصف وغير ذلك.

## الصوري والمعري
عاش المعري بعد الصوري ثلاثين عاما وقد التقيا في مكان بالشام ولم تكن العلاقة بين الشاعرين وثيقة مع أنهما متعاصرين ولعل ذلك لمكان الاختلاف بينهما في الخلق والرأي. وقد ادعى الصوري في الأبيات الآتي ذكرها أن المعري وافقه على القول بالبعث واليقين بالآخرة وأنه لا يميل إلى آراء الملاحدة. قال الصوري:
```
                              نجا المعري من العار  * ومن شناعات وأخبار 
                             وافقني أمس على أنه   * يقول بالجنة والنار
                             وأنه لا عاد من بعدها * يصبو إلى مذهب بكار
```

ويبدو أن المجلس كان مجلس مناظرة أو محاورة بين الرجلين. 

## أصحابه وشعراء عصره
الشعراء الذين عاصروا الصوري في مصر والشام غير قليلين ولكن عدد الذين لقيهم أو الذين جرى بينه وبينهم ما يجري من مراسلات ومشاعرات قليلون ومنهم أبو العلاء المعري وابن وكيع الشاعر المصري المتوفى سنة 393 أرسل إليه قصيدة وأحمد بن سليمان النحوي.
ومن الشعراء الذين سماهم في ديوانه الشيخ أبو القاسم الحسين بن ضحى، وعبد الله بن العذري والشاعر المكنّى بابن
الموازيني.

## وفاته
توفي يوم الأحد تاسع شوال سنة تسع عشرة وأربعمائة (419)، وعمره ثماثون سنة أو أكثر.